# The Tyger

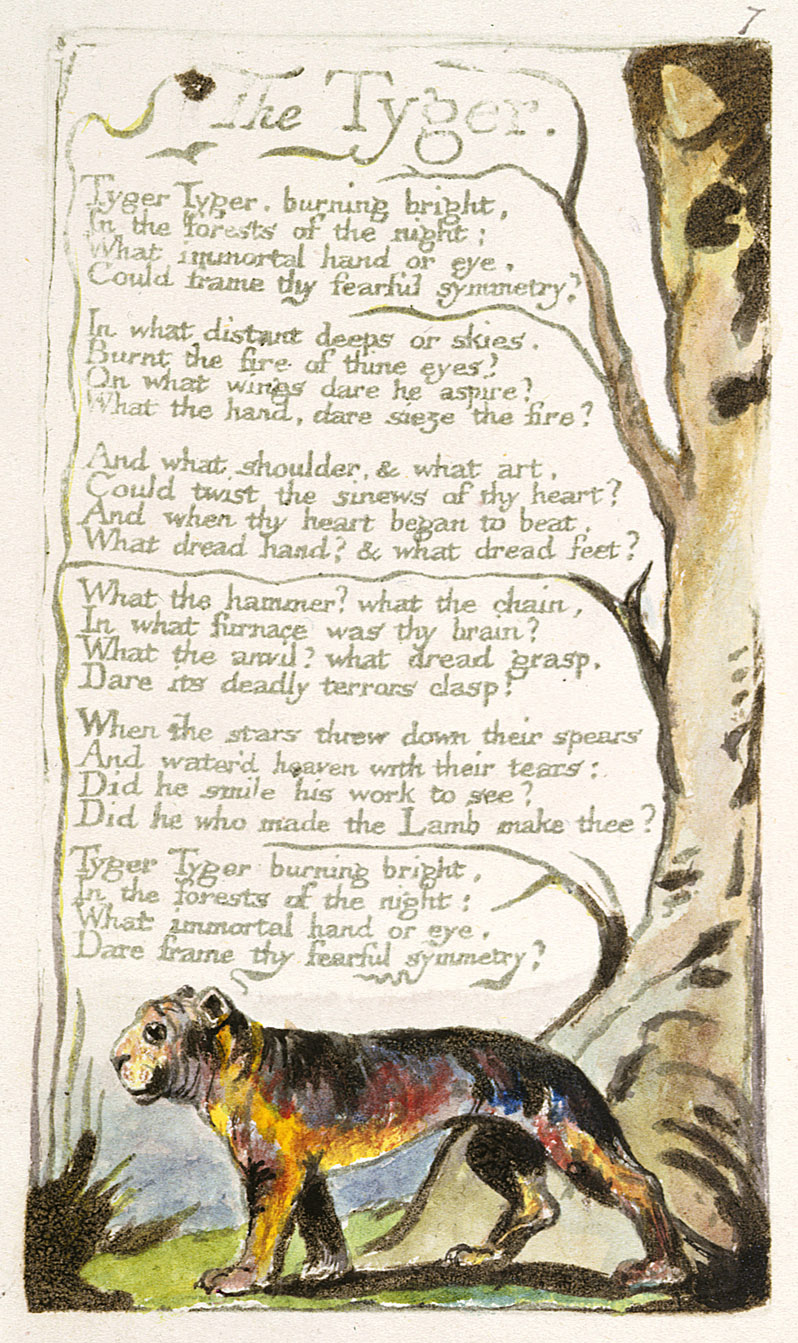
Le poème The Tyger dans la version illustrée par William Blake en 1794.

The Tyger est un poème du poète anglais William Blake. Il a été publié dans le recueil Songs of Experience en 1794 et est l'un des poèmes les plus connus et les plus analysés de Blake, et parmi les plus célèbres de la poésie anglaise. The Tyger est le pendant du poème The Lamb (publié cinq ans auparavant dans Songs of Innocence), l'un évoquant un tigre, animal exotique, à la fois beau et cruel, tandis que l'autre évoque un agneau, symbole familier de la douce innocence. La graphie « tyger » (au lieu de tiger) était déjà archaïque au temps de Blake et est plutôt interprétée comme un effet de style jouant sur la dimension exotique tout en faisant écho aux autres mots du poème (thy, eye, symmetry). Comme à son habitude, Blake a produit une planche illustrée de ce poème, où le jambage du y s'inscrit dans le graphisme encadrant le texte.
The Tyger est composé de six strophes, de quatre vers chacune. Il respecte globalement une métrique de tétramètre trochaïque catalectique, mais il s'en écarte parfois pour un tétramètre iambique.

## Texte du poème
Tyger Tyger, burning bright, 

In the forests of the night; 

What immortal hand or eye, 

Could frame thy fearful symmetry?

In what distant deeps or skies, 

Burnt the fire of thine eyes?

On what wings dare he aspire?

What the hand, dare seize the fire?

And what shoulder, & what art,

Could twist the sinews of thy heart?

And when thy heart began to beat,

What dread hand? & what dread feet?

What the hammer? what the chain, 

In what furnace was thy brain?

What the anvil? what dread grasp, 

Dare its deadly terrors clasp! 

When the stars threw down their spears 

And water'd heaven with their tears: 

Did he smile his work to see?

Did he who made the Lamb make thee?

Tyger Tyger burning bright, 

In the forests of the night: 

What immortal hand or eye,

Dare frame thy fearful symmetry?
— William Blake, Songs of Experience

## Source d'inspiration
- Olivier Greif, met en musique le poème pour soprano et piano en ouverture du recueil Les chants de l’âme, op. 310 en 1995. L'œuvre est créé l'année suivante, salle Gaveau par Jennifer Smith et le compositeur. La partition est publiée chez Salabert en 2016 (OCLC 968734699).
- Benjamin Britten le met en musique dans le cycle de mélodies pour baryton et piano en:Songs and Proverbs of William Blake, op.74.
- Tangerine Dream le met en musique dans l'album Tyger (1987) consacré aux poèmes de Blake. Le poème est chanté par Jocelyn B Smith.
- Hugues Dufourt s'en inspire dans une pièce pour percussions : Burning Bright, écrite en 2014[1].
- La série Mentalist cite ce poème dans plusieurs épisodes, au travers du personnage John Le Rouge, un tueur en série.
- La série The Walking dead : World Beyond cite ce poème dans l'épisode 2 de la saison 1, il est écrit et illustré dans un livre de cours par l’héroïne Iris Bennett.
- Dans le jeu vidéo Fallout 2, le Lieutenant-Colonel et Docteur Charles Curling, membre de l'Enclave, récite l'avant dernière strophe de ce poème lorsqu'il est convaincu de la nature horrible de ses actions (concernant sa responsabilité dans la création de la souche du FEV II ou Virus à Evolution Forcée).
- Le poème inspire à Margaux Fragoso le titre de son ouvrage Tigre, tigre[2].
- Le poème, le livre de Margaux Fragoso et le livre Trois tristes tigres inspire à Neige Sinno le titre de son ouvrage Triste tigre[2].
- "Fearful Symmetry" sert de titre au chapitre 5 du comics Watchmen